# Satoshi Sato
Satoshi Sato (佐藤 聡 Sato Satoshi?), född 31 mars 1979 i Yamagata prefektur, är en japansk före detta fotbollsspelare.
Sato började sin karriär i TDK. Efter TDK spelade han för FC Gifu och FC Parafrente Yonezawa. Han avslutade karriären 2012.